# Diagnostics
Diagnostics (M.E.T.R.O. – Ein Team auf Leben und Tod) est une série télévisée allemande en 1 épisode de 90 minutes et 10 épisodes de 45 minutes, diffusée entre le 18 janvier 2006 et le 13 décembre 2007 sur ZDF. En France, la série a été diffusée à partir du 13 décembre 2007 sur TF1.

## Synopsis
M.E.T.R.O est un groupe spécial d'intervention créé par le préfet de Hambourg pour lutter plus efficacement contre la propagation des maladies tropicales.

## Distribution
- Ursula Karven (VF : Marie-Frédérique Habert) : Dr Katharina Hansen
- Michael Roll (VF : Patrick Béthune) : Markus Witt
- Volker Lechtenbrink (VF : Bernard Bollet) : Pr Lorenz Baumann
- Oliver Clemens (VF : Thomas Roditi) : Florian Zander
- Stefanie Japp (VF : Ariane Deviègue) : Dr Tatjana Stahl
- Helmut Zierl (VF : Philippe Dumond) : Gero Kessler

## Épisodes
1. Médecine Tropicale (Krimi-Kongo) 90 minutes
2. Course Contre la Montre (SARS)
3. La Fièvre dans le Sang (Lassa)
4. Dangereuses Petites Bêtes (Pocken)
5. Mystère à Bali (Raubgräber-Virus)
6. Escapade Champêtre (Q-Fieber)
7. Médicaments Mortels (Tödliche Medikamente)
8. Un Poison Inconnu (Unbekanntes Gift)
9. Trafic Sous les Tropiques (Biopiraterie)
10. La Croisée des Chemins (Begegnung mit Folgen)
11. La Vie aux Enchères (Schwarze Organe)